# Stipa brachychaeta
Stipa brachychaeta es una especie herbácea perteneciente a la familia de las poáceas.

## Distribución
Es originaria de Argentina y Uruguay.

## Taxonomía
Stipa brachychaeta fue descrita por Dominique Alexandre Godron y publicado en Mémoires de la Section des Sciences; Académie des Sciences et Lettres de Montpellier 1: 450. 1853.
Etimología
Stipa: nombre genérico que deriva del griego stupe (estopa, estopa) o stuppeion (fibra), aludiendo a las aristas plumosas de las especies euroasiáticas, o (más probablemente) a la fibra obtenida de pastos de esparto.
brachychaeta: epíteto latíno que significa "con pelos cortos".
Sinonimia
- Achnatherum brachychaetum (Godr.) Barkworth
- Amelichloa brachychaeta (Godr.) Arriaga & Barkworth
- Jarava brachychaeta (Godr.) Peñail.
- Nassella brachychaeta (Godr.) Barkworth
- Stipa amphicarpa Phil.
- Stipa brachychaeta f. brachychaeta
- Stipa eminens f. viridis Kuntze
- Stipa lorentziana Griseb.[5][6]